# Dominika Paterová
Dominika Paterová (* 19. září 1995 Kladno) je česká profesionální tenistka, která na okruh ITF vstoupila v roce 2012.
Všechny turnaje absolvuje na okruhu ITF, kde na první titul stále čeká. Na okruhu WTA nezískala žádný titul.
Na žebříčku WTA byla ve dvouhře nejvýše klasifikována v dubnu 2014 na 784. místě, ve čtyřhře pak v březnu 2014 na 779. místě. Trénuje ji Jiří Kulich.
V juniorské kategorii se účastnila dvou grandslamových turnajů. Nejdříve na US Open 2012, kde vypadla v prvním kole dvouhry i čtyřhry. Ve stejné fázi turnaje skončila také na Australian Open 2013.
V českém fedcupovém týmu neodehrála do roku 2014 žádné utkání.

## Soukromý život
Narodila se roku 1995 v Kladně. Jejím otcem je Pavel Patera, hokejový olympijský vítěz z Nagana 1998.

## Finálové účasti na turnajích WTA Tour
Žádného finále na okruhu WTA se neúčastnila.

## Finálové účasti na okruhu ITF
| $100,000 tournaments |
| $75,000 tournaments  |
| $50,000 tournaments  |
| $25,000 tournaments  |
| $10,000 tournaments  |

### Čtyřhra: 2 (0–2)
| Stav       | Č. | Datum          | Turnaj      | Povrch | Spoluhráčka         | Soupeřky ve finále                         | Výsledek         |
| Finalistka | 1. | 4. října 2013  | Solin       | antuka | Gabriela Pantůčková | Dea Herdzelasová Barbora Kötelesová        | (4)6–7, 3–6      |
| Finalistka | 2. | 26. října 2013 | Heraklion 9 | tvrdý  | Nikola Schweinerová | Rosalie van der Hoeková Mandy Wagemakerová | 6–3, 0–6, [6–10] |

## Postavení na žebříčku WTA na konci sezóny

### Dvouhra
| Rok    | 2013 |
| Pořadí | 836. |

### Čtyřhra
| Rok    | 2013 |
| Pořadí | 789. |